# Étienne IV (pape)
Pour les articles homonymes, voir Étienne et Étienne IV.
Ce pape est parfois appelé Étienne V. Il existe un problème de numérotation des papes Étienne, expliqué à l'article Étienne (pape éphémère)
Étienne IV, ou Stefano IV ou V, est né à Rome. Il est le 97e pape de l'Église catholique du 12 juin 816 jusqu'à sa mort le 24 janvier 817 à Rome. Lors de son règne, il sacre l'empereur d'Occident Louis le Pieux à Reims en France.

## Biographie
Il est le fils d'un noble romain appelé Marinus et fait partie de la même famille qui a également donné les papes Serge II et Adrien II. Dans sa jeunesse, il est élevé au palais du Latran, sous le pontificat du pape Adrien Ier ; c'est sous le règne de son prédécesseur, le pape Léon III, qu'il est d'abord ordonné sous-diacre avant d'être ordonné, par la suite, diacre. Très populaire parmi le peuple romain, dans les dix jours qui suivent la mort de Léon III, il est escorté à la basilique Saint-Pierre et consacré évêque de Rome le 22 juin 816. Il a été avancé que sa rapide élection était une tentative du clergé romain afin de s'assurer que l'empereur romain ne puisse pas s'immiscer dans l'élection.
Immédiatement après sa consécration, il ordonne au peuple romain de jurer fidélité au roi des Francs et empereur d'Occident Louis le Pieux. Il envoie des émissaires à l'empereur lui notifiant son élection et organise une réunion entre eux deux, à la convenance de l'empereur. À la suite de l'invitation de Louis, Étienne IV quitte Rome en août 816, traverse les Alpes avec l'aide de Bernard d'Italie, le roi des Lombards. Au début d'octobre 816, le Pape et l'empereur se rencontrent à Reims ; Louis se prosterne à trois reprises devant Étienne IV. À la messe, le dimanche 5 octobre 816, Étienne consacre et oint Louis en tant qu'empereur, puis lui place une couronne sur la tête, couronne que l'on prétendait appartenir à Constantin Ier. Dans un même temps, il couronne également impératrice l'épouse de Louis, Ermengarde de Hesbaye; et la salue avec le titre honorifique d'Augusta. Cet événement est perçu comme une tentative de la papauté à établir un rôle dans la création d'un empereur, en parallèle à l'auto-couronnement de Louis en 813. Louis l'empereur offre un certain nombre de cadeaux à Étienne IV, comprenant une succession de terres (le plus probable à Vendeuvre-sur-Barse) accordées à l'Église romaine. Ils renouvellent également le pacte entre les papes et les rois Francs, confirment les privilèges de l'Église romaine et la persistance des États pontificaux. Étienne IV élève également l'évêque Théodulf d'Orléans au rang d'archevêque tandis que Louis libère de leur exil tous les prisonniers politiques originaires de Rome qui sont détenus par l'empereur, à la suite du conflit qui a sévi dans la première partie du règne du pape Léon III. Il est également pensé qu'Étienne IV demande à Louis d'appliquer des réformes envers les membres du clergé qui ont vécu sous la règle de Chrodegang de Metz ; cela comprend de veiller à ce que les hommes et les femmes vivent dans des couvents séparés et qu'ils doivent tenir des maisons sous un titre de propriété commune. Il réglemente également la quantité de nourriture et de vin qu'ils peuvent consommer.
Après la visite de Ravenne, sur le chemin du retour de Reims, Étienne IV revient à Rome vers la fin de novembre 816. Puis, il abandonne apparemment la politique de Léon III, qui favorise le clergé plus que l'aristocratie laïque, et accomplit l'ordination traditionnelle des prêtres et des évêques. En décembre, il confirme les possessions de l'abbaye de Farfa aux conditions que chaque jour, les moines récitent une centaine de Kyrie eleison mais aussi qu'ils paient annuellement à l'Église romaine dix solidi d'or. Étienne IV décède le 24 janvier 817. Il est enterré à Saint-Pierre et remplacé par le pape Pascal Ier. Plus tard, Étienne IV est canonisé comme un saint de l'Église catholique.

## Problème de numérotation des papes
L'Annuario pontificio cite Étienne dans sa liste des papes, en tant qu'Étienne II, jusqu'au deuxième concile œcuménique du Vatican (Vatican II) (1962–1965) qui déclare qu'il n'était pas pape ce qui donne aux papes qui suivent une double numérotation pour refléter ce changement. Ainsi, son successeur qui s'appelait également Étienne II peut être Étienne II ou Étienne III. À l'origine, l'Église ne faisait pas de distinction des règnes, par numérotation, jusqu'au Xe siècle : les sept papes Étienne qui suivent ont donc été numérotés après leur mort. Le pape suivant, qui s'appellera Étienne est Étienne IX en 1057 portera le nom de règne d'Étienne IX durant sa vie et signe du nom « Stephanus Nonus Papa ».

## Sources
- (en) Cet article est partiellement ou en totalité issu de l’article de Wikipédia en anglais intitulé « Pope Stephen IV » (voir la liste des auteurs).
- (en) Duffy, Eamon ; Saints and Sinners: A History of the Popes, Yale University Press, 1997.
- (en) Mann, Horace K. ; The Lives of the Popes in the Early Middle Ages, vol.II: The Popes During the Carolingian Empire, 795–858, 1906.
- (en) Chisholm, Hugh ; ed. 1911, "Stephen (Popes)", Encyclopædia Britannica, 11th ed., Cambridge University Press.